# A halmazelmélet története
A halmazelmélet története a matematika történetének egy kiemelkedő fejezete. A halmazelmélet kialakulása nem csak egy matematikai elmélet kifejlődését jelenti, hanem egy olyan korszakot, amikor a matematikai szigorúság a mai fokát érte el. A modern matematika a huszadik század elejétől kezdve elképzelhetetlen a halmazelméleti fogalmak és módszerek használata nélkül.

## Előzmények

### Problémák a valós számok és függvények elméletében
A halmazelmélet megalkotásának indítéka a 19. század végi matematika azon törekvése volt, hogy a matematikai analízisben olyan nagy szerepet játszó valós szám és irracionális szám fogalmak a lehető legjobban meghatározott, matematikai eszközökkel jól körülbástyázott fogalmak legyenek. Ezt a matematikában kicsit is járatosak számára ma már nyilvánvalónak tűnő, de valójában nem is olyan magától értetődő követelményt azért fogadták el, mert a valós számok és függvények egyre több gondot okoztak és vitát keltettek. Ezek a problémák sokszor összefüggőnek látszottak, s legtöbbjük valamilyen kapcsolatban volt a végtelen fogalmának ősi problematikájával. A főbb problémák közé tartozik az irracionális számok definiálásának kérdése, a függvény (Eulerhez és korához) köthető felfogásának olyan újragondolása, amely alkalmassá teszi a fogalmat a modern soranalízis, illetve Fourier-analízis kezelésére – ez az elmélet a fizikai rezgő húr leírásából keletkezett – valamint a valós függvények differenciálhányadosának a sok kritikában részesült „végtelen kis mennyiségektől” mentes elméletének megalkotására, továbbá a divergens végtelen sorok elméletében felmerült ellentmondások kiküszöbölése. Akadtak más paradoxonok is (ezek motiváló hatása azonban kevéssé feltárt, illetve bizonyított). Zénón paradoxonjai ősidők óta talányokat okoztak a végtelen fogalmát használó filozófusoknak; azt pedig már Galileo Galilei is felfedezte, hogy a természetes számok és a négyzetszámok egy-egyértelműen megfeleltethetőek egymásnak, tehát Euklidesz részről és egészről szóló alapvető geometriai axiómájának érvényessége („az egész nagyobb a részénél”) már a természetes számok „diszkréten végtelen” sokaságára is megkérdőjelezhető.

### A szigorúság forradalma
Fő szócikk: A szigorúság forradalma
Bár a halmazelméletet végül is a valós analízis rendbehozásának igénye szülte, a matematika fogalmainak és tételeinek kritikai revíziója iránti igény az 1800-as évek elejétől kezdődően a matematikai kutatások egyre erősödő áramlatává vált. Ez nemcsak a valós analízisen belül, hanem más tudományágakban is jelentkezett (illetőleg ezek kialakulásának fontos formáló erejévé vált), mint például a szintetikus geometria, a topológia, a matematikai logika. Ezen ágak problémái, ahogyan a megoldásukra irányuló kutatások is, sokszor váratlan módon fonódtak össze.
Az analízis fogalmainak és tételeinek vizsgálatát A. L. Cauchy, B. Bolzano és K. Weierstrass indította el az 1800-as évek első évtizedeiben. Sikerült olyan alapvető topológiai fogalmakat megszabadítani a végtelennel kapcsolatos ellentmondásoktól és vitáktól, mint például a határérték vagy a folytonosság; vagy a végtelen matematikai alkalmazásai; ezek nagyfokú aritmetizálásával. Ám az is kiderült, hogy az ilyesfajta fogalmak a kulcsai az irracionális számok definiálhatóságának, s ezért maguknak a valós számoknak a fogalmát is revízió alá vonták.
Ez már (bár például Bolzano és Weierstrass is foglalkozott a problémával) egy másik nemzedék alapvető feladata lett: Georg Cantor és Richard Dedekind jártak benne az élen, valamint más kutatók, akik alapvető célként nem a valós analízis, hanem a matematikai logika és az aritmetika „rendbetételét” tűzték ki céljukul, mint Gottlob Frege és Bertrand Russell. Nevük mégis összefonódott, mert mindannyian a halmazhoz hasonló fogalmakra, a halmazelméletre vagy a hozzá hasonló matematikával rendelkező logikai módszerekre alapoztak (a halmazelmélet legtöbb fogalmának egy az egyben megvan a logikai megfelelője), s így mind belebonyolódtak az általuk felépített új matematika azon ellentmondásaiba, amiket többnyire még maguk fedeztek fel (a leghíresebb ilyen Russell antinómiája). E „második nemzedék” tagjainak sorsa általában abban is közös, hogy évtizedekig küzdeniük kellett a meg nem értéssel: a támadásokkal, vagy agyonhallgatással.
A huszadik század első évtizedeire azonban „eljött az ő idejük”, s eredményeik hatására sokan gondolták úgy, hogy ha sem az aritmetika (illetőleg az ennél bővebb analízis), sem a geometria évezredes tételeiben nem lehetünk biztosak, akkor ildomos lenne az egész matematika legvégső alapjait is megvizsgálni és újragondolni, sőt a matematikának vitáktól és problémáktól mentes megalapozását adni (fundacionalizmus).
Még Leibnizre vezethető vissza az a nézet, hogy a matematika részben vagy egészben a logika része (logicizmus), amelynek fő képviselői épp Frege és Russell voltak. Mindketten megpróbálták az egész matematika újraaxiomatizálását, bár nem a halmazelméletre, hanem a matematikai logikára építettek. A századforduló környékén, noha logicista nézeteiket ellenezték, sokan csatlakoztak a matematika „megtisztítására” irányuló munkásságukhoz, így például az azelőtt a geometria megalapozásával is foglalkozó Hilbert, aki a logicizmus helyett a finitizmus képviselője volt, vagy a topológus L. E. J. Brouwer és intuicionista követői. A huszadik század végéig egy sereg matematikus vagy filozófus tette hozzá a magáét ezen problémák megoldásához, például Alfred Tarski, Alonzo Church, Ernst Zermelo, Neumann János és még rengetegen.

## A halmazelmélet születése

### Az első lépések
A halmazelmélet a tizenkilencedik század elejétől kezdve már ugyanúgy a „levegőben lógott”, ahogyan a nemeuklideszi geometria. Ezt bizonyítja, hogy néhány alapgondolatát – a nemeuklideszi geometriával analóg módon – tulajdonképp már megszületésük előtt felfedezték, csak éppen nem matematikai eredményekként, hanem elvetendő paradoxonként tartották őket számon; valamint az is, hogy több kutató egymástól függetlenül alkotta meg, csak más elnevezésekkel, gyakorlatilag ugyanazokat a fogalmakat (a számosságazonosság fogalma például Bolzanónál, Dedekindnél, Cantornál és Fregénél is ugyanarra az alapelvre, a bijektív leképezés létezésére épül; a „végtelen halmaz” mint ami definíció szerint egy valódi részhalmazára bijektálható, szintén megjelenik Bolzanonál, Dedekindnél és Cantornál is stb.).

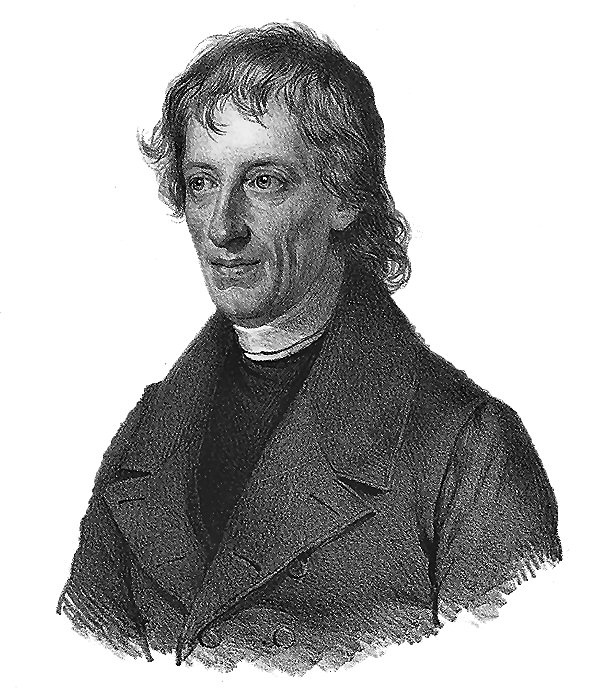
Bolzano, a „halmaz” fogalom szülőatyja

A végtelen halmazok általános tudománya már „majdnem” világra jött 1851-ben. Ekkor jelent meg B. Bolzano cseh matematikus végtelennel kapcsolatos ellentmondásokról szóló Paradoxien des Unendlichen című könyve, bár egy tanítványa adta ki (a szerző már három éve halott volt). E kötetben található a halmaz (ném. Menge) szó első mai matematikai értelméhez hasonlatos megjelenése, és ebben sikerült olyan halmazokra példát adnia, amelyek kölcsönösen egyértelműen megfeleltethetőek valamely valódi részhalmazukkal. A végtelen fogalmának tárgyalása során Bolzano sok Cantor későbbi megállapításait visszhangzó eredményre jutott. Ám Bolzano visszariadt paradoxnak érzett eredményeitől – a rész és egész viszonyáról szóló euklideszi axióma megsértését nem tudta elfogadni – és így arra a következtetésre jutott, hogy a matematikába az aktuális végtelen nem engedhető be. Lehangoló eredményei miatt munkáját ő maga nem is adta ki, pedig halála előtt egy évvel befejezte (1847-ben).

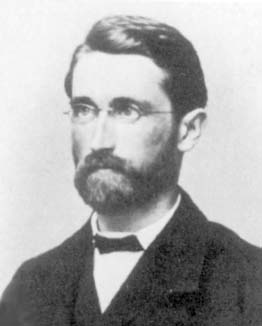
Richard Dedekind, számos nehéz fogalmat sikerült definiálnia

A következő lépéseket két fiatal kutató tette meg, akik a 19. század utolsó évtizedeiben magán a fogalmak szigorúbb definícióján túlmutató jelentőségű eredményeket értek el a valós számok elméletében. Richard Dedekind egy 1872-ben kiadott értekezésében (Folytonosság és az irracionális számok) bebizonyította, hogy a racionális és irracionális számok mindenhol sűrűn helyezkednek el a valós számok között, azaz minden intervallumban van akár irracionális, akár racionális szám; bevezette továbbá az irracionális számok definiálására az ún. „szeletek” fogalmát. Dedekind sok munkájában alapfogalomként épített az ún. „rendszer”-ekre, ezek gyakorlatilag a halmazokkal azonosak. Georg Cantor pedig azt bizonyította be, hogy a valós számok halmaza nem lehet megszámlálhatóan végtelen (a Cantor-tétel egy speciális esete, melyet az átlós eljárással igazolt).
Cantor cikkének 1874-es publikálását tekinthetjük a halmazelmélet megszületésének. A Cantor-féle (ún. naiv vagy intuitív) halmazelmélet fogalmait, illetve hasonló fogalmakat már ekkor használta a Cantorral szoros munkakapcsolatban lévő Dedekind és a tőlük függetlenül dolgozó (bár munkásságukat jól ismerő) matematikai logikai vizsgálatokat végező Gottlob Frege. A halmazelmélet ezen úttörői a részletekben ugyan általában gyakran eltértek egymástól, sőt nem is mindenben értettek egyet, az új szigorúság követelményét és a valamilyen sokaságfogalomra alapozást mint munkájuk egyik alapparadigmáját azonban egyaránt elfogadták.
A halmazelmélet kezdeti sikerei mellett két párhuzamos folyamatban is a kritikák kereszttüzébe jutott. Használói forradalmi topológiai felfedezéseket tettek, teljesen átalakítva a valós függvényekről és a két- ill. többdimenziós tér szerkezetéről addig közkeletű képet. Ez azonban csak a matematika egy nagyon fontos, de körülhatárolható szeletét érintette, és a kritikák nem az egész megalapozási elv, hanem csak a halmazelmélet használata ellen irányultak. Lassabb folyamat volt azon ellentmondások felfedezése és megoldása, amelyek az egész matematikát romba dőléssel fenyegették, és a megalapozási paradigma minden ismert formáját megkérdőjelezték.

### Megdöbbentő topológiai eredmények
A matematikusok többsége a nemeuklideszi geometriák súlyos megrázkódtatást jelentő és sokszor a személyeskedéstől sem mentes vitákat kiváltó felfedezéséig és elfogadásáig nem tulajdonítottak túl nagy jelentőséget a számfogalom megalapozásának, és a folytonos függvények elmélete nagyrészt továbbra is hagyatkozott a – most már irracionális számokkal „bővített” – számegyenes folytonosságának szemléletére. A nemeuklideszi geometriák felfedezése ugyan sokak számára egyértelmű volt annak az évezredes euklideszi, de például Immanuel Kant tekintélyének is köszönhetően erős hagyománynak a megdőlésével, miszerint a geometria axiómái a valóságot leíró, abszolút igaz állítások. Mégis, ha ez a geométerek, illetve a filozófusok afféle belügye maradt volna, talán sosem tértek volna el végleg a geometriai szemléletre való hagyatkozástól, és megelégedtek volna Cauchy és Weierstrass elterjedt újításaival, miszerint a szemléletes geometriai sejtések az aritmetika formulanyelvére hagyatkozva egzakttá alakíthatóak. Ezt mutatja éppenséggel a fundacionalizmus képviselőinek munkásságával szembeni nagyfokú kezdeti érdektelenség vagy ellenállás is.
De hamarosan megmutatkozott, hogy ha a szintetikus geometria végtelen számosságú objektumokról szóló, de ettől eltekintve általában finit módon kezelhető állításain túllépünk, és az eddig jobbára a függvényekre és számokra alkalmazott transzfinit módszereket a geometriára is elkezdjük alkalmazni, akkor a megszokott szemlélettől és a sokak által várttól eléggé eltérő „igazságokra” is juthatunk. Így aztán a legújabb topológiai eredmények a matematikusok körében a nemeuklideszi geometriák felfedezéséhez hasonlóan megrázónak bizonyultak, bár az ezzel kapcsolatos viták, ideológiai vonatkozásaik csekélyebb volta miatt, jobbára megmaradtak a tudományos és filozófiai vélemények kifejtése átlagos stílusának szintjén.
Cantor 1874-től kezdve kezdett foglalkozni azzal a kérdéssel, hogy létezhet-e egy-egy értelmű megfeleltetés (vagyis a számosságok azonossága) két különböző dimenziós alakzat között (ugyanebben az évben írta meg azt a cikkét, melyet a halmazelmélet születésének tekintünk). Úgy gondolta, hogy annyira nyilvánvalóan „nem” a válasz, hogy még bizonyítás sem szükséges – és ebben egészen bizonyosan osztozott a matematikusok többségével, hiszen például egy négyzet látszólag jóval „több” pontot tartalmaz, mint az egyik oldala, amely csupán egy igen csekély kiterjedésű valódi részhalmaza.
1877-ben várakozása ellenére sikerült bebizonyítania, hogy mégiscsak „igen” a válasz a kérdésére, és tetszőleges n>0 esetén a teljes n dimenziós tér egy-egy értelmű módon leképezhető nemhogy az 1 dimenziós térre (egyenesre), hanem annak egy véges kiterjedésű részére, az egységszakaszra is. „Látom, de képtelen vagyok elhinni” – írta kollégájának, Dedekindnek egyik levelében. Majd azon kezdett dolgozni, hogy bebizonyítsa, még ha léteznek is ilyen leképezések, azok mind „csúnya”, nem folytonos függvények (az ő egy-egyértelmű leképezése ugyanis nem volt folytonos).
Később G. Peano megadott egy folytonos görbét, mely cáfolta Cantornak ezt a sejtését is. Peano görbéje olyan egydimenziós alakzat, amely folytonosan és önmagát nem metszően (azaz egy-egyértelmű megfeleltetést biztosítva) áthalad egy egységnyi oldalú négyzet minden pontján, azt teljesen „letakarva”.

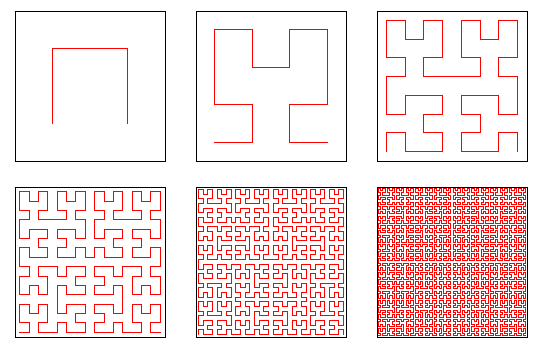
Hilbert hasonló görbéje

A század elejétől kezdve sorra fedezték fel azon halmazokat és struktúrákat (mint például a Dirichlet-függvény az 1830-as években; a Cantor-lépcső vagy más, a halmazelmélet és az analízis eszközeivel egyre egyszerűbb definícióval megadott mindenütt folytonos, de sehol sem differenciálható függvények), amelyeket a konzervatívabb matematikusok nem tartottak másnak, mint a jól megszokott tételek lerombolása céljából létrehozott matematikai szörnyszülötteknek. E viták és problémák csak a századforduló tájékára, az absztrakt mértékelmélet és más eszközök felfedezésével csitultak el végleg; hogy helyett adjanak a másik, sokkal súlyosabb válságnak.
Lassan fordult a kocka. A matematikusok hite a geometriai szemlélet megbízhatóságában végképp megingott, akár mit is gondolt többségük magáról a halmazelméletről, mint ennek riválisáról. A tizenkilencedik és huszadik századi matematika komoly feladatává vált a szám- és függvényfogalom olyan szigorú megalapozása, mely minél kevésbé támaszkodik a térszemléletre. A fiatal kutatók új utakat kezdtek keresni a matematika megalapozásához. Már a szigorúsági forradalom első képviselői által szerkesztett definíciók is mutatták, hogy a geometria helyett az aritmetikáé a jövő. Azt, hogy az euklideszi geometria egyeneseinek azonosíthatóságát a valós számok halmazával a matematika egyik axiómájaként vegyék fel, egyébként épp Cantor javasolta az 1870-es évek elején, s ez az elképzelés tért vissza a G. D. Birkhoff 1932-ben publikált geometriai axiómarendszerében, melyben az egyenes már olyan objektumként jelenik meg, melyet egy valós számokra való bijekcióval lehet körülhatárolni a tér pontjainak rendezetlen sokaságából. A valós számok mögött pedig már ott voltak Dedekind szeletei, a Cauchy-sorozatok, és egyéb, többé-kevésbé halmazelméleti jellegű és transzfinit konstrukciók.
Úgy látszott, a „tárgyak, dolgok sokasága” azaz a „halmaz” (más kifejezésekkel „osztály”, „rendszer” stb.) fogalma lesz az az alapvető fogalom, amelyre a jövő matematikája épülni fog és amely alapja lehet a matematikusok teljes tudományos konszenzusának. Ezt a hitet rengette meg a megalapozási elv ún. első válsága, az újabb paradoxonok, sőt ellentmondások felfedezése és elterjedése.

### Újabb rémítő paradoxonok

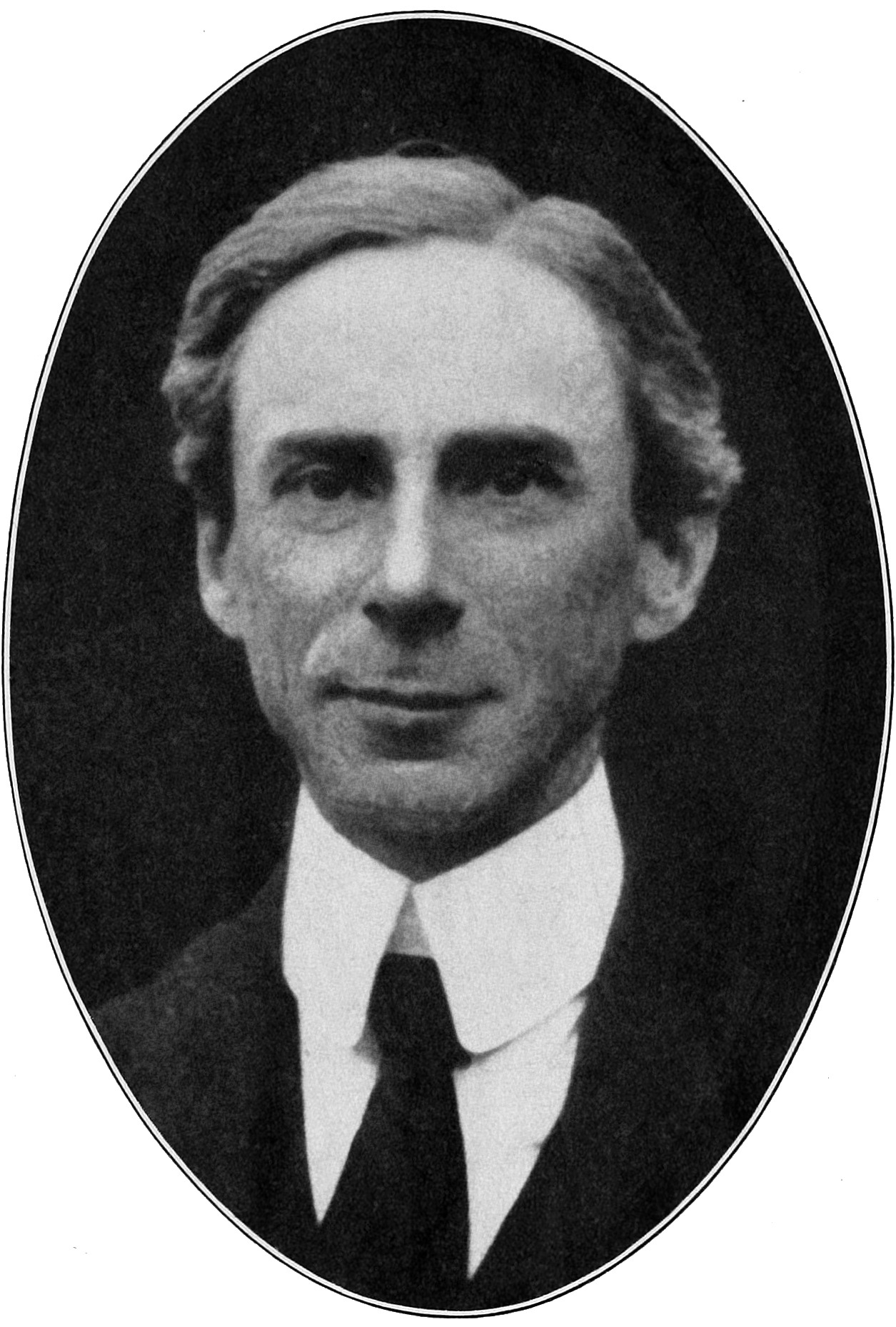
Russell, aki majdnem romba döntötte a matematikát, holott fel akarta építeni

A halmazelmélet eme cantori és fregei paradigmája szerint tetszőleges {\displaystyle T} tulajdonság egy olyan halmazt határoz meg, mely azokat az elemeket tartalmazza, melyekre {\displaystyle T} teljesül. Ez a komprehenzivitási elv, mely azonban a naiv halmazelmélet ma általában javíthatatlannak tartott hibáinak forrásává vált. Bertrand Russell 1904-ben (és ezzel egyidőben sokan mások is, például maga Cantor) ellentmondást, úgynevezett antinómiát fedezett fel (lásd: Russell-paradoxon) a halmazelméletben, s a dolog különösen riasztónak tűnt. Cantor és Dedekind ugyanis axiomatizálatlan, ún. naiv halmazelméletet alkottak, míg Frege egy logikai axiómarendszert próbált felépíteni a számfogalom megalapozására, de a Russell-antinómia még Frege éveken át nagy gonddal felépített, szigorúbban megalapozott elméletében is megjelent. Ráadásul közben az is kiderült, hogy a matematika csaknem teljesen a halmazelméletre alapozható (ezt épp Russell és munkatársa, Whitehead bizonyították egy hatalmas terjedelmű munka, a Principia Mathematica megírásával), ezért ezek az ellentmondások az egész matematika számára is problémát jelentettek. Világossá vált, hogy a szigorúság követelményét ennek legfőbb eszközére, azaz magára a halmazelméletre is alkalmazni kell, különben az egész matematika felépítménye összeomolhat.

### Korabeli kritikák a halmazelmélettel szemben
„Utódaink a matematika olyan betegségének fogják tartani a halmazelméletet, amelyből az szerencsére felgyógyult.”

– Henri Poincaré, 1908.

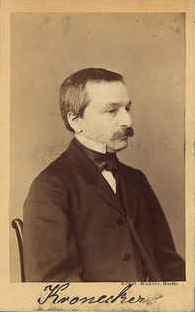
Kronecker, a „konstruktivisták” előfutára

A halmazelmélet új eredményeit főleg azok kritizálták, akik a matematikai fogalmak, bizonyítások végiggondolhatóságát hangsúlyozták. Kronecker például filozófiai megfontolásokból határozottan elvetendőnek tartotta Cantor eredményeit. Kronecker szerint a matematikát a természetes számok elméletére kell építeni és teljesen idegen az emberi gondolkodástól, hogy olyanfajta végteleneket is elfogadunk, melyek eltérnek a természetes számok végtelenségétől.
A Russell-paradoxon megjelenését mások a formalista matematika csődjének gondolták, így például L. E. J. Brouwer holland matematikus (és követői az ún. intuicionisták). Brouwer filozófiai megfontolások alapján korlátozta a definiálás és bizonyítás módszereit (az objektumokat véges sok lépésben kell megkonstruálni; míg ez meg nem történik, nem mondhatók létezőknek); és mint használhatatlan, a fenti korlátozásokkal össze nem egyeztethető elvet, elvetette a kizárt harmadik törvényét a logikában (Brouwer a kizárt harmadik elvének igazságát is tagadta; és az elvet cáfoló példákat igyekezett találni; követői az elv igazságának kérdését gyakran nyitva hagyták, de mint a bizonyításokban nem használható eszközt, szintúgy elvetették).
Kezdetben sokan álltak az intuicionizmus mellé (például Neumann és Hilbert tanítványa, H. Weyl is), ám miután kiderült, hogy a halmazelmélet formalizálható úgy, hogy abban már nem lép fel a Russell-paradoxon, nem volt tartható az intuicionizmus erős korlátozásokat tartalmazó megoldása. Hilbert az intuicionizmus ellen a következő hasonlatot fogalmazta meg: „egy matematikust eltiltani a kizárt harmadik elvének használatától olyan, mintha a csillagászokat megfosztanánk a teleszkóptól, vagy a bokszolókat attól, hogy az öklüket használják”.
Az intuicionista matematika végül teret kapott a matematikai logika, és a rekurzív függvények elméletének egyes gondolatmeneteiben. Természetesen az intuicionista logika szerint való következtetés nemhogy nem vált általánossá, de el is tűnt a matematikai gyakorlatból. Ellenben számos dolgozat született olyan témákban, melyek azt vizsgálták, hogy a halmazelméletet, a természetes számok elméletét, vagy a függvénytant hogyan lehetne intuicionista módon felépíteni. Ezek inkább logikai mint matematikai szempontból érdekes munkák.

## A halmazelmélet axiomatizálása
Megoldásképp létrejött az a paradigma, amit axiomatikus halmazelméletnek nevezünk, melyben a komprehenzivitási elvet felváltotta a halmazok iteratív definíciójának elve. Eszerint nem a tulajdonságok alapján értelmezett halmazok képezik a halmazelmélet objektumait, hanem az egyszerűbb halmazokból, halmazműveletek segítségével készített újabb halmazok sokasága alkotja a halmazok világát. Erre alapozva több „rivális” halmazelmélet is keletkezett, mindegyik alapfogalmak, axiómák és logikai törvények rendszerére alapozva alkotja meg elméletét; de egymástól eltérően. A fontosabb axiómarendszerek a Zermelo–Fraenkel és a Neumann–Bernays–Gödel-axiómarendszer. (Ez utóbbiban bizonyos fokig visszatér a komprehenzivitás.)

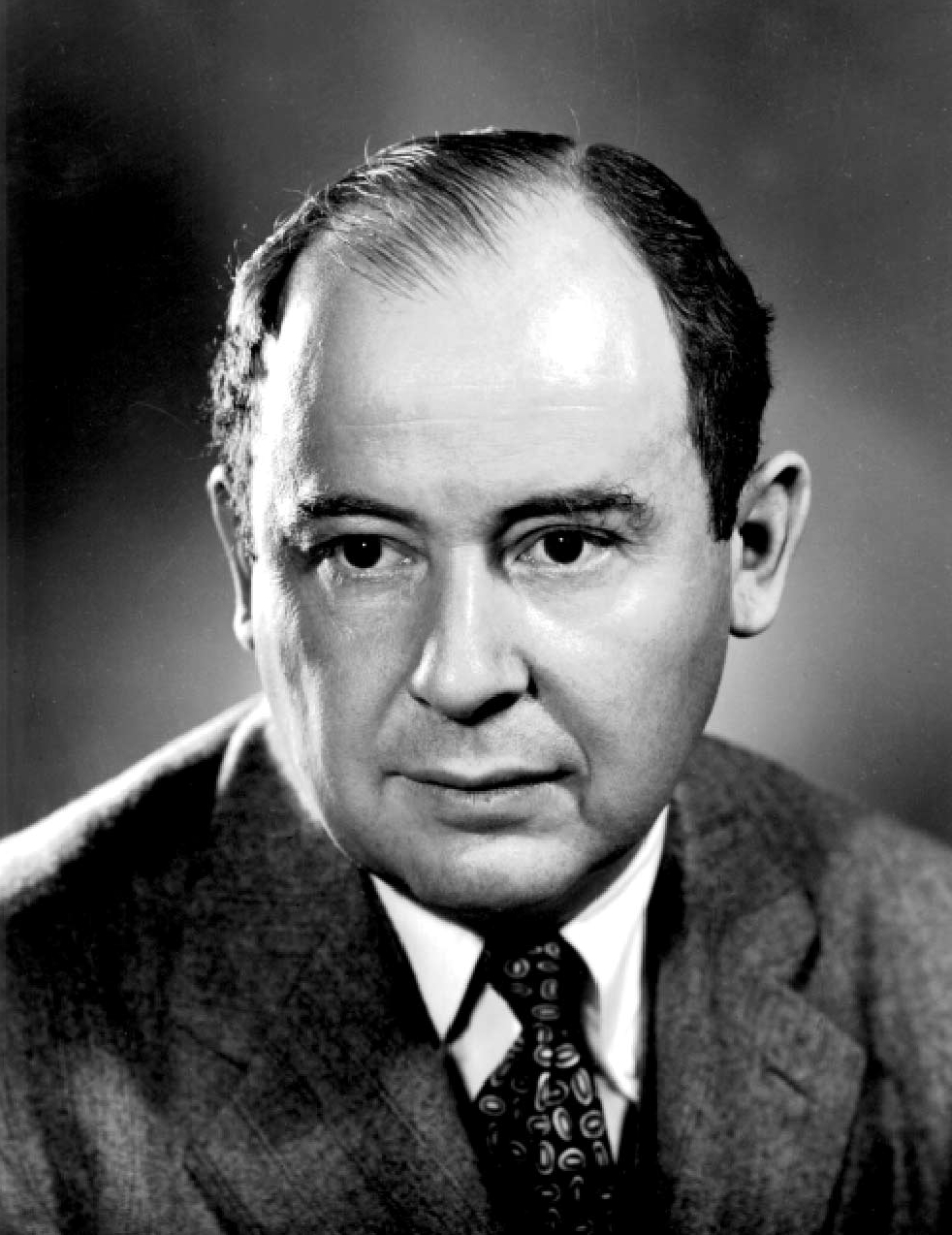
Neumann János, az NBG-axiómarendszer első kidolgozója

A Zermelo-Fraenkel-elmélet (ZFC-axiómarendszer) az összes öntartalmazkodó halmazokat (azokat is, amik vélhetően nem okoznak antinómiákat) egyszerűen kitiltja az univerzumból egy bonyolult követelmény, az ún. regularitási axióma segítségével. Más eszközökkel, de lényegében ezt teszi Russell típuselmélete is; mindkét módszer kritizálható – elsősorban filozófiai szempontból –; mégis a ZFC számít az axiomatikus halmazelmélet típuspéldájának. Eltérő és sokkal motiváltabb  kizáró módszerrel él a Neumann-Bernays-Gödel-féle axiómarendszer. Ez ugyanis a halmaz helyett egy általánosabb alapfogalomra, az osztályéra épít, és a gondot okozó öntartalmazkodó halmazokat definícióval zárja ki, nevezetesen: a halmaz olyan osztály, amely eleme valamely másik osztálynak. E felépítésben Russell és Cantor paradoxonai ama tétel indirekt bizonyításává szelídülnek, hogy léteznek bizonyos osztályok, melyek nem halmazok. Neumann halmazelméletének alapgondolata, az osztály fogalmának bevezetése egyébként Kőnig Gyulától ered, bár leveleinek tanúsága szerint Cantor is ugyanezt a megoldást gondolta ki, mikor szembesült a saját maga felfedezte paradoxonokkal. A matematikusok mellett filozófusok is kidolgoztak axiomatikus halmazelméleti rendszereket (mint például W. O. Quine), mivel ezen problémáknak óriási filozófiai jelentősége, mondanivalója is van, és olyan érdekes kuriózumok is születtek, mint például a „zsebhalmazelmélet”.
Mindezidáig ezekben a rendszerekben nem találtak ellentmondásokat, bár ellentmondásmentességüket sem sikerült eleddig igazolni. Gödel későbbi híres eredményei (az ún. nemteljességi tételek) megmutatták, hogy a hiba nem is igazán a halmazelmélet készülékében van, hanem arra vezethető vissza, hogy az ellentmondásmentesség bizonyíthatósága túlságosan igényes követelmény egy olyan matematikai elmélettől, amely elegendően bonyolult ahhoz, hogy használható legyen nemhogy a valós, de egyáltalán a természetes számok modellálására. Így nem látszik garantálhatónak, hogy a Russell-antinómiához hasonló ellentmondások felléptét a matematikai elméletekben végleges bizonyossággal kizárjuk, s ily értelemben akármennyire szigorúak legyünk is, az sohasem lesz a kétségtelen megbízhatóság forrása.
A további problémák ellenére a halmazelméletet a matematikusok többsége a huszadik században a matematika uralkodó keretelméletének tartotta. Ez a felfogás csak napjainkban, néhány évtizede látszik változni és nagyon lassan (elsősorban matematikadidaktikai reformáramlatok hatására), és egyelőre inkább csak bizonyos matematikai stílusjelenségeket és elterjedt lét- vagy ismeretelméleti dogmákat érint („a matematika nem azonos a halmazelmélettel, csak modellezhető az utóbbiban”), mintsem a halmazelméleti alapfogalmakra való hagyatkozást tenné semmissé.

## A Bourbaki-csoport
A halmazelmélet az axiomatikus módszereknek köszönhetően mint önálló, érdekes és fontos matematikai elmélet is polgárjogot nyert, de igazi diadala a harmincas években kezdődött. 1934-ben alakult az ún. Bourbaki-csoport francia matematikusokból, akik a matematika olyan újkori szintézisét, egységes fogalmakkal és módszerekkel rendelkező tudományként való tárgyalását kívánták; ami méltó az Euklidesz Elemeiben található gondos, precíz és az akkori fogalmak szerint szinte teljes felépítéshez.
A Bourbaki nevet a porosz–francia háború egyik francia tábornokától kölcsönözték, amellyel csoportjuk és tanaik egyének felettiségét szándékoztak kifejezni. A csoport felfogására és munkáira a formalizmuson és ennek gyakorlati következményein (a fogalmak kontextuális definíciójaként felfogott axiómarendszerek alkalmazása; a filozófiai és gyakorlati vonatkozások iránti érdektelenség, a matematika öntörvényűségének és absztrakt jellegének hangsúlyozása, a végletekig vitt precízség, a geometriai szemlélet hanyagolása) kívül a strukturalizmus volt jellemző: a matematikai fogalmak felépítésében elsőrendű szerepet játszott a halmazelmélet keretébe illeszkedő matematikai struktúra fogalma. A csoport törekvése a matematika teljes egységesítésére eredményesnek mondható; és a huszadik századra teljesen átalakult a matematika képe, olyannyira, hogy amikor a Bourbaki-matematika szemléletmódja és egyes fogalmai átszivárogtak az egyetemekről a középfokú oktatásba, világszerte „Új Matematikáról” beszéltek. De a csoport tagjainak önálló, a különféle struktúrák belső ill. egymással való összefüggéseit feltáró eredményei is jelentősek.